# 2024 en Égypte
Chronologie de l'Égypte
- 2020
- 2021
- 2022
- 2023
- 2024
- 2025
- 2026
- 2027
- 2028

Cet article traite des événements qui se sont produits durant l'année 2024 en Égypte.

## Événements

### Janvier
- 1er janvier : l'Égypte rejoint officiellement le groupe des BRICS[1].

- 17 au 27 janvier : championnat d'Afrique des nations masculin de handball.

### Février
- x

### Mars
- x

### Avril
- x

### Mai
- x

### Juin
- x

### Juillet
- x

### Août
- x

### Septembre
- x

### Octobre
- x

### Novembre
- x

### Décembre
- x

## Décès
- 6 juillet : Ahmed Refaat, footballeur ;
- 19 août : Somaya Ramadan, traductrice, femme de lettres et universitaire ;
- 29 octobre : Hassan Youssef, acteur ;
- 24 décembre : Saleh Deby Itno, militaire tchadien mort en Égypte.

#### L'année 2024 dans le reste du monde
- L'année 2024 dans le monde
- 2024 en Afrique
- 2024 en Europe, 2024 dans l'Union européenne, 2024 en Belgique, 2024 en France, 2024 en Italie, 2024 en Suisse
- 2024 par pays en Amérique • 2024 par pays en Asie • 2024 en Océanie
- 2024 aux Nations unies
- Décès en 2024